# Длинноклювый кустарниковый крапивник
Длинноклювый кустарниковый крапивник (лат. Cantorchilus longirostris) — вид птиц из семейства крапивниковых (Troglodytidae). Выделяют два подвида. Эндемик Бразилии.

## Таксономия
Длинноклювый кустарниковый крапивник ранее включался в род Thryothorus, но этот род был определен как парафилетический и многие виды, в том числе и Cantorchilus longirostris, были переведены в род Cantorchilus.

## Описание
Длинноклювый кустарниковый крапивник достигает длины 19—21,5 см и массы 20—21 г. Длина крыла 59—66 мм, длина хвоста 51—57 мм. У взрослых особей номинативного подвида верхняя часть головы насыщенного тёмно-коричневого цвета, который постепенно становится более красноватым к надхвостью. Нижняя часть спины с неясными полосками. Хвост красновато-коричневый с более тёмными полосами. Бровь беловатая, тёмно-коричневая полоса под глазами, щеки в беловатых и тёмно-серых пятнах, на скуле черноватая полоса. Цвет горла варьируется от беловатого до бледно-охристого; грудь красновато-охристая, а брюхо глубокого насыщенного охристого цвета. Молодые особи почти такие же, но их лицевые отметины не такие отчетливые. Окраска оперения подвида C. l. bahia в целом бледнее, чем у номинативного подвида, при этом окраска нижней части тела гораздо менее насыщенная.

## Места обитания и биология
Длинноклювый кустарниковый крапивник обитает в густых вторичных лесах, на опушках первичного леса, мангровых зарослях и в каатинге. Встречается на высоте до 900 м над уровнем моря.
Питаются беспозвоночными. Сезон размножения длинноклювого кустарникового крапивника, по-видимому, совпадает с сезоном дождей. Гнездо представляет собой куполообразное сооружение с обращённой вниз наклонной входной трубкой. Также сооружается несколько простых чашеобразных гнёзд без входной трубки для общего ночлега.

## Подвиды и распространение
Выделяют два подвида:
- Cantorchilus longirostris bahiae (Hellmayr, 1904) — северо-восточная Бразилия (от Сеары и востока Пиауи до севера Баий и Алагоас)
- Cantorchilus longirostris longirostris (Vieillot, 1819) — юго-восточная Бразилия (от восточного Минас-Жерайса до юга Баий и северной Параны)